# Carl-Erik Holmberg
Carl-Erik Samuel Holmberg, född 17 juli 1906 i Göteborg, död 5 juni 1991 i Göteborg, var en svensk landslagsspelare i fotboll som under hela sin karriär var trogen sitt Örgryte IS. Med ÖIS vann han Allsvenskan 1925/26 och 1927/28 och dessutom blev han under åren i klubben allsvensk skyttekung tre gånger.
Holmberg gjorde under åren 1926–1932 åtta mål på 14 landskamper för Sverige.

## Karriär

### I klubblag
Holmberg, eller Kalle-Nick eller "Slana" som han även kallades, var starkt bidragande till Öis framgångar under säsongerna 1925/1926 och 1927/1928 då laget vann Allsvenskan. Bägge gångerna blev Holmberg allsvensk skyttekung och vid sidan om Sven Rydell var han lagets stora stjärna. Svensk mästare fick han dock aldrig bli; detta då Allsvenskan inte hade SM-status under åren 1925–1930. Holmberg vann ändå skytteligan ytterligare en gång, säsongen 1931/1932, då ÖIS slutade på en andraplats i serien.
Vid tre tillfällen mellan 1925 och 1931 lånades han ut till IFK Göteborg och deltog i vänskapsmatcher mot Blackburn Rovers FC, West Ham United FC och Kjøbenhavns Boldklub.
Carl-Erik Holmberg är (per år 2012) den spelare som har gjort flest tävlingsmål för Öis, hela 193 stycken. Han har dessutom (2012) gjort näst flest matcher för klubben, efter Niclas Sjöstedt.

### I landslag
Holmberg debuterade i landslaget i juni 1936 då han också gjorde ett av målen när Sverige spelade 2–2 mot Tjeckoslovakien på Stockholms Stadion. Till VM 1934 var Holmberg uttagen som reserv på hemmaplan.

## Meriter

### I klubblag
Örgryte IS
- Allsvensk seriesegrare (2): 1925/26, 1927/28

### I landslag
Sverige
- Uttagen till VM (1): 1934 (reserv på hemmaplan)
- 14 landskamper, 8 mål

### Individuellt
- Mottagare av Stora grabbars märke, 1929
- Skyttekung i Allsvenskan (3): 1925/26, 1927/28, 1931/32